# Thomas Hill Watts

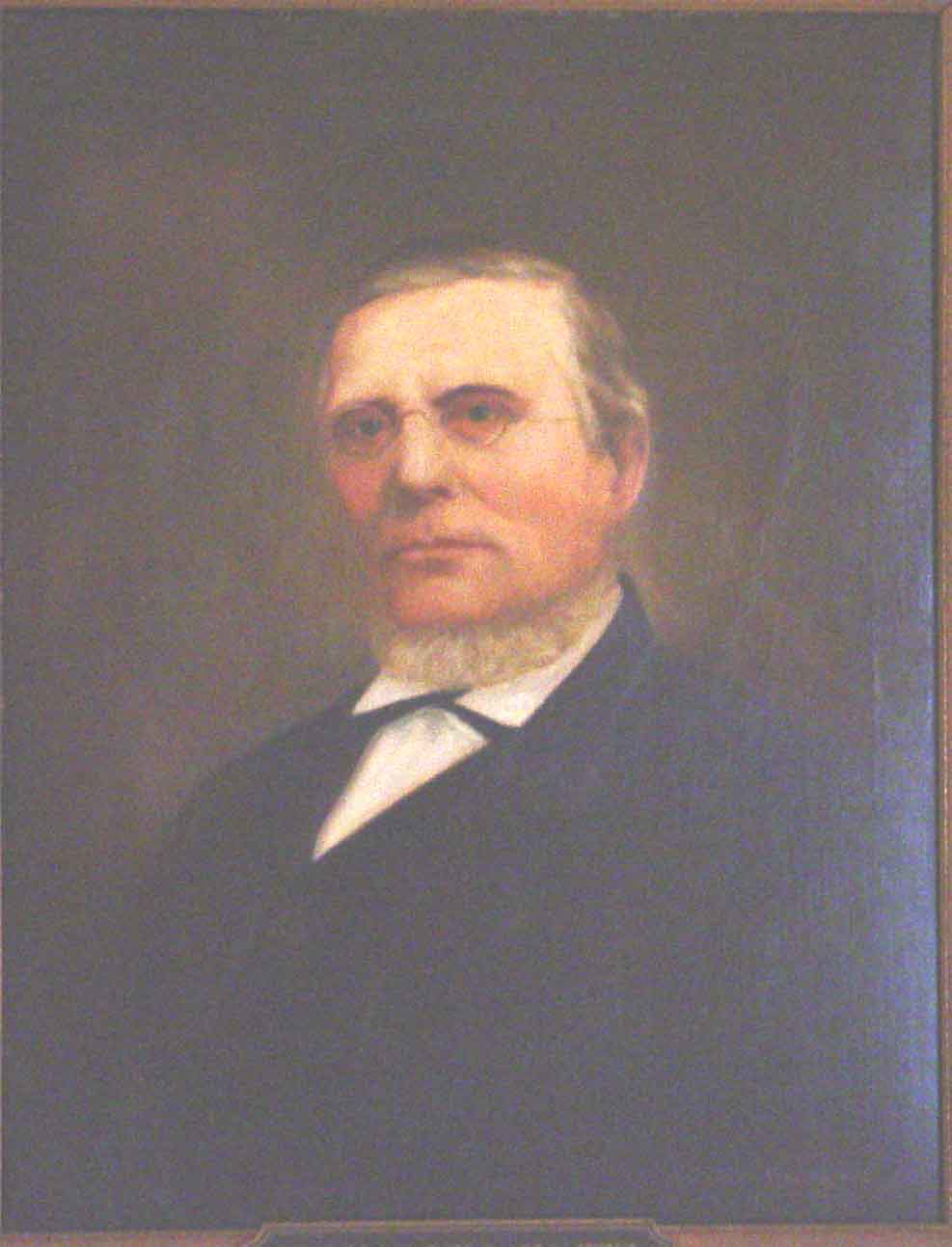
Thomas Hill Watts

Thomas Hill Watts (* 3. Januar 1819 bei Greenville, Butler County, Alabama; † 16. September 1892 in Montgomery, Alabama) war ein US-amerikanischer Jurist und Politiker. Er war Justizminister der Konföderierten Staaten von Amerika und Gouverneur von Alabama.

## Herkunft und Werdegang
Thomas Hill Watts war der Sohn des prominenten Pflanzers John Hughes und seiner Frau Catherine Prudence (Hill) Watts. Er besuchte die Mount Airy Akademy im Dallas County und schloss 1839 das Jurastudium auf der University of Virginia mit „summa cum laude“ ab. Er war Baptist und ein sezessionistischer Whig. Seine Ehe am 10. Januar 1842 mit Eliza Brown Allen brachte sechs Kinder hervor. Nach ihrem Tod am 31. August 1873 heiratete er am 3. September 1875 Ellen C. Noyes. Er wurde ein erfolgreicher Anwalt und trat schon bald in die Politik ein.

## Politischer Werdegang
Watts repräsentierte das Butler County im Abgeordnetenhaus von Alabama in den Jahren 1842, 1844 und 1845. 1846 verlegte er seine Anwaltskanzlei nach Montgomery; in den Jahren 1847, 1849 und 1853 vertrat er das Montgomery County im Senat von Alabama. Nachdem er noch 1848 zum Wahlmann für Zachary Taylor, den Präsidentschaftskandidaten der Whigs, gewählt worden war, wurde er Mitglied der Know-Nothing Party und kandidierte 1856 erfolglos für den Kongress. 1860 unterstützte er John Bell und befürwortete das Verbleiben Alabamas in der Union, aber nach Lincolns Wahl wurde er Sezessionist und im November 1861 wurde er Anhänger von William Lowndes Yancey. Als Delegierter auf dem Sezessionskonvent von Alabama stimmte er für die Sezession. Auf dem Konvent war er auch Vorsitzender des Justizausschusses.

## Sezessionszeit
Nachdem er die Wahl zum Gouverneur von Alabama gegen John Gill Shorter verloren hatte, diente er als Colonel im 17. Alabama-Infanterieregiment in den Schlachten von Pensacola und Corinth.
Vom 17. März 1862 bis zum 1. Oktober 1863 war er im Kabinett Davis Justizminister. Seine Aufgabe war es, Gerichtsverfahren zu überwachen und Konten zu überprüfen. Er schrieb außerdem über 100 Rechtsgutachten für andere Kabinettsmitglieder und Mitglieder des Kongresses. Er setzte sich auch erfolglos im Kongress für die Schaffung eines Obersten Gerichtshofes ein. Watts trat als Justizminister zurück, um sich zum Gouverneur von Alabama wählen zu lassen. Er wurde auch gewählt und blieb auf diesem Amt bis zum Ende des Krieges.
Als Gouverneur verteidigte er die Staatsrechte und stellte sich den Übergriffen von Richmond mit aller Kraft entgegen. Am Ende des Krieges wurde er im Norden interniert. Vor dem Krieg war er ein wohlhabender Mann gewesen, doch zerstörten Bundestruppen seine Besitzungen und befreiten seine 200 Sklaven, die allerdings auch von diesen Besitzungen lebten und danach wohl hungern mussten.

## Nachkriegszeit
Nach seiner Freilassung kehrte Watts nach Montgomery zurück, um wieder als Anwalt tätig zu sein. 1868 trat er der Demokratischen Partei bei und wurde er ein überzeugtes Mitglied. 1880–1881 repräsentierte er das Montgomery County im Abgeordnetenhaus von Alabama und 1889–1890 war er Präsident der Alabama-Anwaltskammer. Danach arbeitete er vorrangig für die Baptistische Kirche bis zu seinem Tod am 16. September 1892. Er wurde auf dem Oakwood-Friedhof in Montgomery begraben.